# 斯旺克里克 (伊利諾伊州)
斯旺克里克（英語：Swan Creek）是位於美國伊利諾伊州沃倫縣的一個非建制地區。該地的面積和人口皆未知。

## 地理
斯旺克里克的座標為40°40′04″N 90°39′17″W / 40.66778°N 90.65472°W，而該地的平均海拔高度為233米（即764英尺）。